# Wojciech Skupień
Wojciech Skupień (Zakopane, 9 de março de 1976) é um esquiador polaco, representa em competições internacionais o clube Wisła Zakopane. É especialista na modalidade ski jumping.